# Oásis de Farafra
O Oásis de Farafra localiza-se no Egipto, no deserto da Líbia (ou deserto ocidental), a 300 quilómetros do vale do rio Nilo, praticamente na mesma latitude que Assiut. Situa-se entre o oásis de Bahareia (a norte) e o oásis de Dakhla (a sul). Possui uma população de cerca de 4000 habitantes, que habitam na sua quase totalidade em Kasr el-Farafra, única localidade do oásis.
Era denominado pelos antigos Egípcios como "Ta-ihet", o que significa "a região da vaca", numa alusão à deusa Hator. O nome "Ta-ihet" está atestado em textos do Império Antigo (V dinastia) e do Império Médio, conhecendo-se também inscrições do tempo de Ramessés II e de Merneptá que se referem a ele (no primeiro caso como local onde se podem encontrar tâmaras e no segundo trata-se de uma referência à ocupação do oásis por tropas líbias). Apesar disso, no oásis não foram encontrados até hoje nenhuns vestígios de ocupação faraónica.
As ruínas conhecidas datam da época romana (30 a.C. - 395 d.C.) e encontram-se na região norte, em Ain el-Uadi e Uadi Abu. No noroeste, em Ain Dallaf, encontram-se vestígios de uma cidade cristã do século V. Os estudos arqueológicos mais recentes do oásis têm procurado identificar uma ocupação pré-histórica.
Os habitantes do oásis vivem da agricultura, produzindo melões, tâmaras, arroz e feijões que são levados para outras partes do Egipto. Em tempos mais recentes tem sido explorado como actividade económica o turismo.  Numa das casas de barro típicas do oásis encontra-se um museu criado por Badr Abdel Moghny, um artista beduíno local. Cada casa do museu está associada a um tema diferente ligado ao oásis.

## Deserto Branco
Uma das principais atracções de Farafra, é o seu Deserto Branco (conhecido por Sahara el Beyda). Situa-se a 45 km a norte do oásis. O deserto possui uma coloração que varia entre branca e creme proveniente das suas formações maciças de giz, expostas devido às tempestades de areia ocasionais na área. O deserto de Farafra é um local tipicamente visitado por algumas escolas do Egipto, e é uma área popular entre os viajantes campistas.